# Мобільний телефон

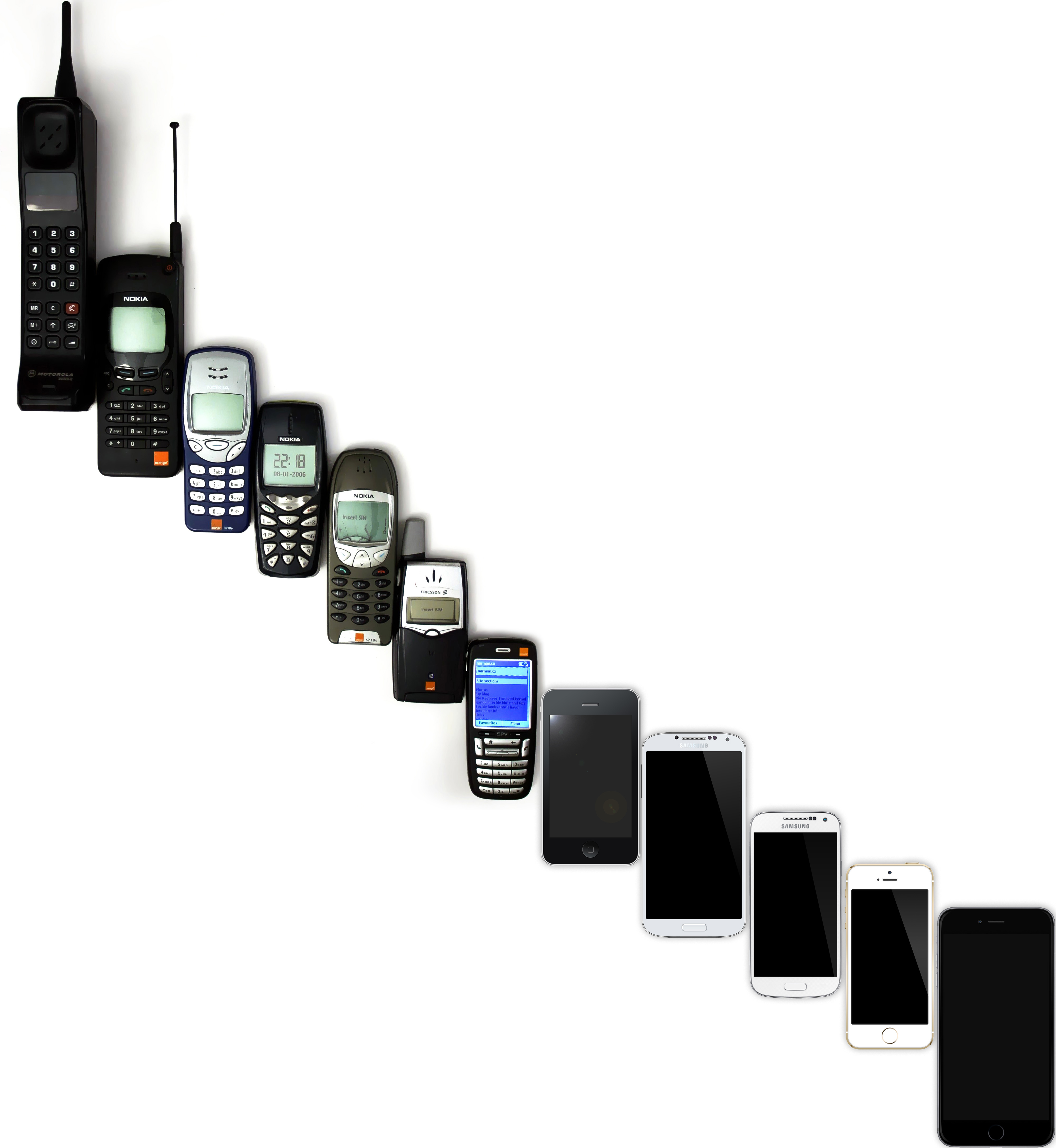
Еволюція мобільних телефонів у 1992-2014 роки

Мобíльний (стільнико́вий) телефóн — телефон, що використовує радіохвилі для здійснення телефонного зв'язку в зоні покриття мережі.
Нині стільниковий зв'язок — найпоширеніший з усіх видів мобільного зв'язку, тому зазвичай «мобільним телефоном» називають саме стільниковий телефон, хоча мобільними телефонами крім стільникових є також супутникові телефони, радіотелефони і апарати магістрального зв'язку.
Стільниковий телефон — високотехнологічний електронний пристрій, який містить в собі наступні компоненти:
1. Прийомопередавач: Призначений для роботи в піддіапазонах 1-2 ГГц (GSM) і 2-4 ГГц (UMTS) НВЧ-діапазону.
2. Спеціалізований контролер управління: Може бути у вигляді сенсорного екрану (смартфони) або у вигляді кнопок. Відповідає за керування функціями телефону.
3. Кольоровий/монохромний дисплей: Відображає інформацію на екрані.
4. Інтерфейсні пристрої: Забезпечують взаємодію користувача з телефоном (наприклад, клавіатура, сенсорний екран).
5. Акумулятор: Забезпечує живлення пристрою.

Більшість пристроїв має свій унікальний номер, т. зв. IMEI — міжнародний ідентифікатор мобільного пристрою. IMEI присвоюється при виробництві стільникового телефону і складається з 15 цифр; він записується в немодифікованій частині прошивки телефону(*#*#089*#*#). Сам цей номер віддруковано на етикетці телефону під акумулятором або на чеку, також на обгортці (упаковці) від телефону (під штрих-кодом). У більшості телефонів його також можна дізнатися, набравши на клавіатурі код *#06#. Цей унікальний код дозволяє ідентифікувати пристрій у мережі, відстежувати переміщення, дзвінки та багато іншого.
Більшість стандартів мобільного зв'язку використовують для ідентифікації абонента SIM-карту. Вона являє собою смарткарта (пластикову картку з запресованої в неї мікросхемою мікроконтролера і пам'яті) з програмним управлінням, і також має свій унікальний номер IMSI (англ. International Mobile Subscriber Identity — міжнародний ідентифікаційний номер рухомого абонента) та індивідуальний цифровий пароль.
Напруга живлення SIM-карти — 3,3 В.Мобільний телефон - це електронний пристрій здатний приймати та передавати голосові дзвінки, повідомлення, а також виконувати різноманітні функції за допомогою бездротового зв'язку. Він став невід'ємною частиною повсякденного життя людей по всьому світу.
Основні складові мобільного телефону включають дисплей для відображення інформації, клавіатуру або сенсорний екран для введення команд, мікрофон та динамік для здійснення телефонних розмов, а також різноманітні електронні компоненти для обробки даних, бездротового зв'язку та роботи з програмним забезпеченням.
Сучасні мобільні телефони також зазвичай володіють рядом інших функцій, таких як доступ до Інтернету, вбудована камера для фотографування та відеозапису, можливість відтворення мультимедійних файлів, встановлення додатків та інше.
Розвиток мобільних телефонів спричинив технологічну революцію у світі зв'язку та комунікацій, роблячи зв'язок доступнішим та зручнішим для мільйонів користувачів.

## Історія розвитку
Українець доктор технічних наук Григорій Ілліч Бабат (1911–1960) ще в 1943 році запропонував ідею мобільного телефону.
З середини 1980-х років стільниковий зв'язок — найпоширеніший серед усіх видів мобільного зв'язку, тому зазвичай мобільним телефоном називають стільниковий телефон, хоча мобільними, крім стільникових, є також супутникові телефони, радіотелефони й апарати магістрального зв'язку.
Перший дзвінок з апарата стільникового зв'язку було зроблено його конструктором Мартіном Купером, що народився в 1928 році в Чикаго, США, в сім'ї єврейських емігрантів з України, які жили раніше в містечку під Києвом.

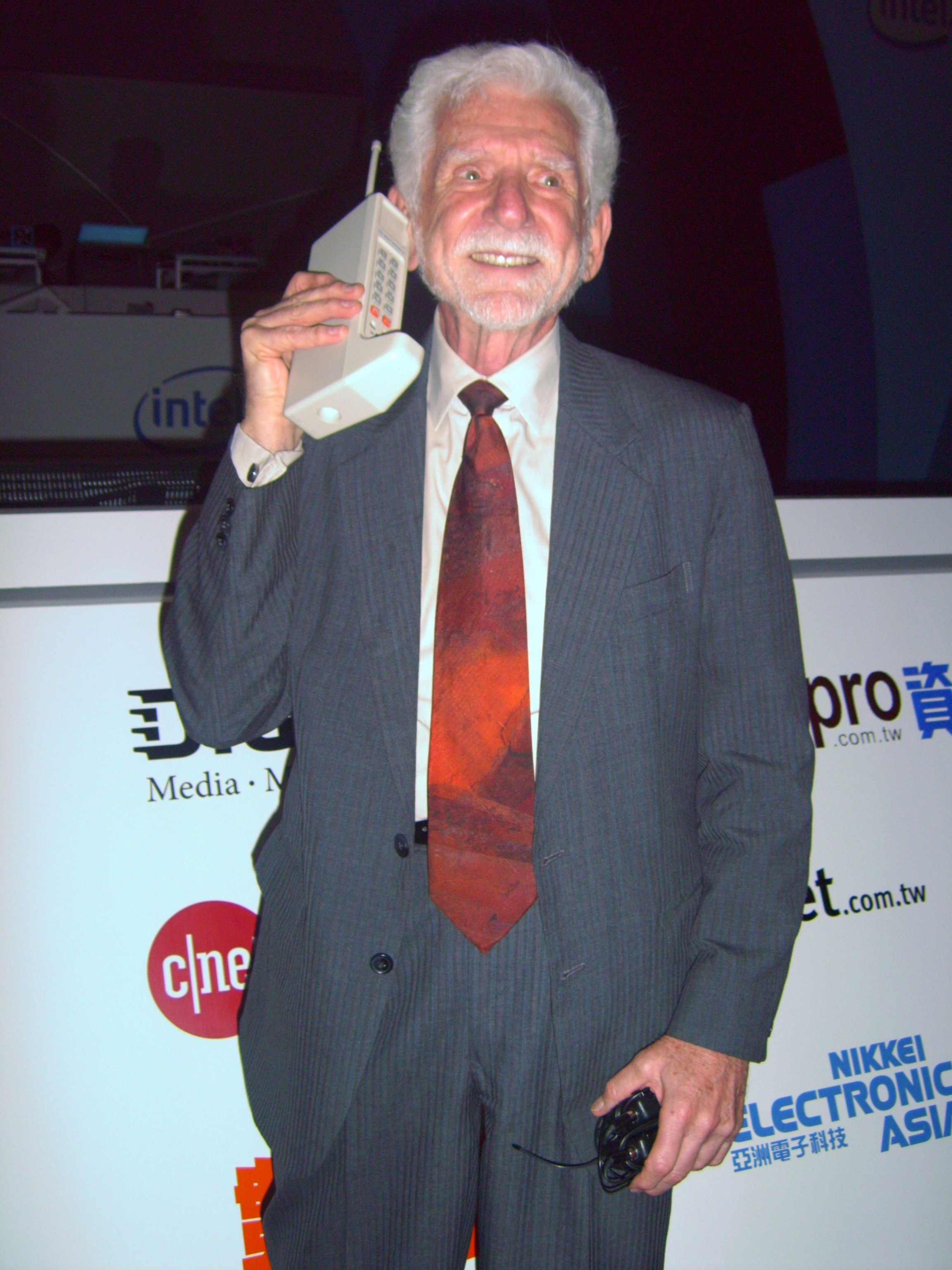
Мартін Купер, розробник одного з перших мобільних телефонів

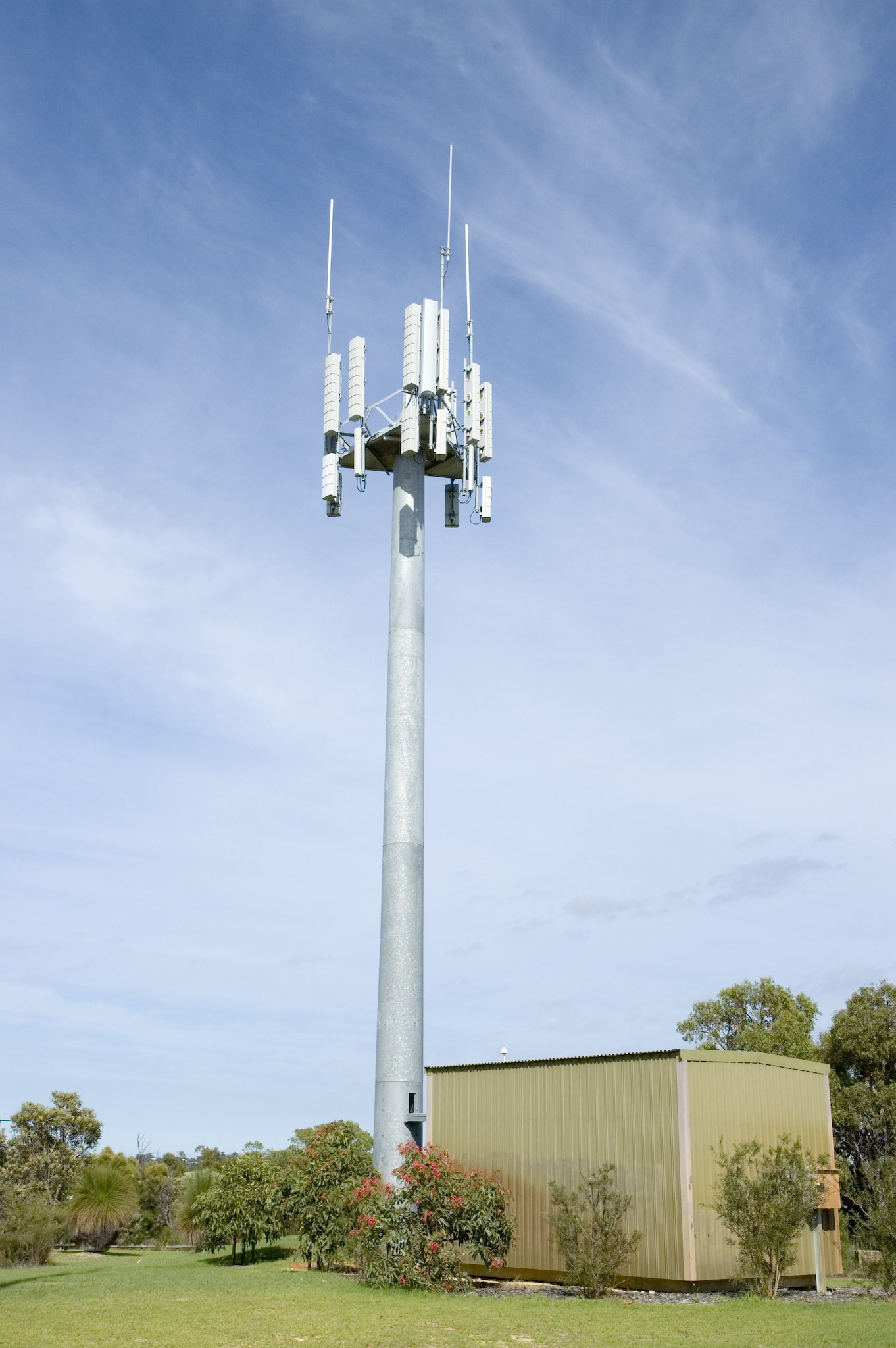
Вежа мобільного зв'язку

## Вплив на організм людини
Вчені стурбовані розповсюдженням стільникових телефонів серед дітей, бо це може бути небезпечно для здоров'я.
«Ми дуже насторожені відносно дітей. Є дані, які підтверджують, що стільникові телефони можуть впливати на розвиток пухлини головного мозку», — заявив на прес-конференції провідний науковий співробітник Федерального біофізичного медичного центру ім. Бурназяна Юрій Григор'єв.
Згідно з даними досліджень, проведених шведськими вченими, якщо дитина користується стільниковим телефоном з 8-12 років, то до 21 року ризик виникнення пухлини головного мозку зростає в п'ять разів.
Експерт також відзначив, що кожна людина піддається електромагнітному випромінюванню від базових станцій стільникового зв'язку. Крім того, доза одержуваного випромінювання порівнянна з тією, яку отримують люди, які працюють з радіолокаційним обладнанням, радіо- або телевізійними передавачами, а також з авіаційним обладнанням.
За даними Всесвітньої організації охорони здоров'я (ВООЗ), до віддалених можливих наслідків використання мобільного зв'язку може ставитися хвороба Альцгеймера, депресивний синдром, а також схильність до епілептичних реакцій. «Ні бренд, ні ціна стільникового телефону не мають значення. Доза опромінення визначається режимом роботи мережі та інтенсивністю використання телефону», — додали вони. Фахівці пропонують використовувати дротову або бездротову гарнітуру, щоб відстань до телефону була не менше пів метра. Крім того, рекомендують скоротити час використання телефону.
«Ми розраховуємо, що виробники телефонів будуть використовувати при проєктуванні техніки дані медицини та біофізики для вибору найменш шкідливих для користувача режимів», — сказали експерти [джерело?].
Вчені зі Швеції дослідили, що довгі розмови по мобільнику призводять до раку мозку, а вчені з Італії й Австралії говорять про уповільнення реакції. За кордоном чоловікам напряму радять не носити телефон на рівні талії, його випромінення може вплинути на потенцію. А жінкам не варто тримати мобілки у нагрудних кишенях і на шнурку на шиї — це загрожує раком молочних залоз.
Фахівці Московської медичної академії ім. И. М. Сєченова під керівництвом академіка РАМН Геннадія Румянцева черговий раз спробували знайти відповідь на питання, чи шкідливі мобільні телефони для здоров'я.
Основним шкідливим фактором мобільних телефонів вважаються високочастотні випромінювання дециметрового діапазону. Найпоширеніший в Україні стандарт GSM працює на частотах 900, 1800 й 1900 МГц. Мобільні телефони передають живлення лише тоді, коли вони увімкнені. Потужність (а отже, радіочастотний вплив на користувача) швидко падає зі збільшенням відстані від телефону. Людина, яка користується мобільним телефоном на відстані 30–40 см від свого тіла — наприклад, під час обміну текстовими повідомленнями, доступу до Інтернету чи використання пристрою «вільних рук», буде отримувати менше випромінювань ніж людина що часто тримає телефон біля голови.
Окрім використання пристроїв «hands-free», які тримають мобільні телефони якомога далі від голови та тіла під час телефонних дзвінків, радіочастотний вплив також зменшується за рахунок обмеження кількості та тривалості дзвінків. Використання телефону в місцях хорошого прийому також зменшує випромінювання, оскільки дозволяє телефону передавати сигнали при зниженій потужності. Використання комерційних пристроїв для зменшення радіочастотного поля не виявилося ефективним.
Мобільні телефони часто заборонені в лікарнях та на літаках, оскільки радіочастотні сигнали можуть заважати певним електромедичним пристроям та навігаційним системам.
«Більшість учених оцінюють вплив мобільних телефонів на нервову систему й розвиток злоякісних пухлин, — говорить Геннадій Румянцев. — Але дані різних дослідницьких колективів досить суперечливі. Одні вчені не вбачають залежності розвитку пухлин від використання мобільного зв'язку, інші вважають її доведеною. Настільки ж неоднозначні результати експериментів, присвячених впливу високочастотних випромінювань на різні здатності людини. Єдиний не поставлений під сумнів факт: вплив радіохвиль частоти 900 МГц підвищує кровотік у корі головного мозку».
Див. також SAR — Питомий коефіцієнт поглинання електромагнітної енергії

## Структура ринку
За повідомленням IDC у I кварталі 2025 було продано:
| Компанія | Млн. штук | Частка ринку (%) |
| -------- | --------- | ---------------- |
| Samsung  | 60.6      | 19.9             |
| Apple    | 57.9      | 19.0             |
| Xiaomi   | 41.8      | 13.7             |
| OPPO     | 23.5      | 7.7              |
| vivo     | 22.7      | 7.4              |
| інші     | 98.4      | 32.3             |

За повідомленням IDC у III кварталі 2010 було продано:
| Компанія       | Млн штук | Частка ринку (%) |
| Nokia          | 110,4    | 32.4             |
| Samsung        | 71,4     | 21.0             |
| LG Electronics | 28,4     | 8.3              |
| Apple          | 14,1     | 4.1              |
| RIM            | 12,4     | 3.6              |
| Інші           | 103,8    | 30,5             |
| Разом          | 340,5    | 100.0            |

За повідомленням Gartner в першому кварталі 2010 у світі було продано:
| Компанія       | Штук        | Частка ринку (%) |
| Nokia          | 110 105 600 | 35.0             |
| Samsung        | 64 897 100  | 20.6             |
| LG Electronics | 27 190 100  | 8.6              |
| RIM            | 10 552 500  | 3.4              |
| Sony Ericsson  | 9 865 600   | 3.1              |
| Motorola       | 9 574 500   | 3.0              |
| Apple          | 8 359 700   | 2.7              |
| ZTE            | 5 375 400   | 1.7              |
| G-Five         | 4 345 000   | 1.4              |
| Huawei         | 3 970 000   | 1.3              |
| Інші           | 60 418 100  | 19.2             |
| Разом          | 314 653 500 | 100.0            |

### Ринок в Україні
За даними дослідження, проведеного із провідних дилерів на ринку мобільного зв'язку України, за перше півріччя 2006 року обсяг продажів становив 5,6 мільйонів апаратів на суму 917 мільйонів американських доларів.
При цьому у кредит було продано 318 тисяч телефонів чи 5,6 % від сумарної кількості проданих стільникових телефонів, що 73 мільйона доларів чи 8 % із виторгу від сумарного обсягу продажів.
Середня вартість мобільного телефону, становила 163 долара. Середня ціна телефону, проданого за готівку — 159 доларів, а телефону, проданого в кредит, — 230 доларів. Тобто, середня вартість телефону, проданого в кредит, вище середньої вартості телефону, проданого за готівку, на 45 %.
За оцінками аналітиків, кількість проданих вроздріб мобільних телефонів за увесь час роботи стільникового зв'язку в Україні по II-й квартал 2006 року включно становило близько 25 мільйонів штук. При цьому кількість абонентів мобільного зв'язку, за даними операторів, на кінець II-го кварталу становило майже 36 мільйонів.
Найбільшу кількість стільникових телефонів було продано вроздріб у Донецькій області, найменшу — у Вінницькій. Частка продажів стільникових телефонів вроздріб в Київській області, включаючи Київ, становила близько 13 % від сумарних продажів їх в Україні.
При підготовці звіту було враховано дані по всьому роздрібного ринку стільникових телефонів в Україні, включаючи так звані «сірі» продажі.
«У грошовому виразі ринок мобільних телефонів за три квартали 2006 склав $1 048,8 млн.», стверджує «AVentures Group»[джерело?]. За цей час продано 6,9 млн. апаратів, що на 180 % більше показника за аналогічний період 2005 року.
Бренди-бестселери:
| Найпопулярніші марки | Найпопулярніші марки               |
| Бренд                | Відсоток продаж за 3 квартали 2006 |
| -------------------- | ---------------------------------- |
| Nokia                | 35,0                               |
| Samsung              | 32,1                               |
| Sony-Ericsson        | 13,1                               |
| BenQ-Siemens         | 11,3                               |
| Motorola             | 6,7                                |

## Історія
- 1946 року — в США, в місті Сент-Луїс компанія AT & T Bell Laboratories розпочала експлуатацію дослідного сервісу телефонного зв'язку з автомобіля. Цього ж року в СРСР Г. Шапіро та І. Захарченко провели успішні випробування автомобільного радіотелефону своєї системи з дальністю дії до 20 км.
- 1947 року дослідницька лабораторія Bell Laboratories (що належала компанії AT&T) виступила з пропозицією створити мобільний телефон.
- 1956 року — в Стокгольмі, Гетеберге і Мальмо (Швеція) запущена перша черга автоматичної автомобільної телефонної мережі Mobile System A (MTA).
- 1957 року — інженер Л. І. Купріянович з Москви створив і публічно продемонстрував перший дослідний переносний мобільний телефон ЛК-1 вагою 3 кг, радіусом дії 20-30 км і часом роботи без зміни батарей 20-30 годин і базову станцію до нього. Рішення апарата запатентовано (а.с. 115494 від 01.11.1957).
- 1958 року — Л. І. Купріянович створює дослідні зразки компактних мобільних телефонів вагою всього 500 г і розмірами з цигаркову коробку.
- 1958 року — в СРСР розпочато створення цивільного (відомчого) сервісу автомобільних телефонів «Алтай».
- 1963 року — розпочато дослідну експлуатацію сервісу автомобільних телефонів «Алтай» в Москві, до 1970 року ним охоплено більше 30 радянських міст.
- 1966 року — Болгарія демонструє на виставці «Інтероргтехніка-66» промисловий комплект мобільного зв'язку, що складається з мобільних телефонів РАТ-0, 5 і АТРТ-0, 5 і базової станції Ратц-10, розрахований на одночасну роботу 6 мобільних телефонів.
- 1973 року був випущений перший прототип портативного стільникового телефону — Motorola DynaTAC. Вважається, що перший дзвінок був зроблений 3 квітня 1973 року, коли винахідник, співробітник Motorola Мартін Купер подзвонив конкуренту з AT&T Джоєлю Енгелю[en]. DynaTAC важив близько 1.15кг та мав розміри 22,5х12,5х3,75см. На його передній панелі було розміщено 12 клавіш, з них 10 цифрових та дві для виклику та закінчення розмови. У DynaTAC-а не було дисплею та не було ніяких додаткових функцій. В режимі очікування він міг працювати до восьми годин, в режимі розмови — близько години (за іншими даними — 35 хвилин), заряджати його доводилось більше 10 годин. До 1983 року, було створено 5 прототипів DynaTac.
- 1981 року як єдиний стандарт для Швеції, Фінляндії, Норвегії, Данії, Ісландії та Саудівської Аравії було прийнято NMT-450 (Nordic Mobile Telephone) з робочою частотою 450 МГц.
- 13 червня 1983 року на ринок Америки надійшов перший серійний мобільний телефон. Пристрій під назвою Dynatac 8000x виробництва компанії Motorola важив майже 800г, а його довжина становила 33см. Акумулятор тримав всього півгодини під час розмови, а ціна становила майже 4000 доларів[7].
- 1989 року був випущений мобільний телефон Motorola MicroTAC, мікрофон якого вміщувався у відкидній кришці (фліпі).
- 1990 року в США затверджено новий національний стандарт цифрового зв'язку IS-54 (D-AMPS).
- 1990 року в США Qualcomm початок досліджень нового виду зв'язку, основаного на технології кодового розділення сигналів по частоті, — CDMA (Code Division Multiple Access).
- 9 вересня 1991 року в Росії з'явився перший оператор стільникового зв'язку на базі технології NMT-450 — ЗАТ «Дельта Телеком». Ціна телефона Mobira — MD 59 NB2 (вагою близько 3 кг) з підключенням становила близько $4000. Хвилина розмови коштувала близько $1. За перші чотири роки роботи «Дельта Телеком» підключило 10 000 абонентів.
- 1992 року в Німеччині запущено в комерційну експлуатацію систему зв'язку на основі технології GSM.
- 1992 року в Україні з'явився перший мобільний оператор ЗАТ «Український Мобільний Зв'язок».
- 1993 року створено перший мобільний телефон із вбудованим годинником Benefon Beta.
- 1995 року в Китаї запрацювала перша у світі система зв'язку стандарту CDMA (IS-95)
- 1996 року вийшов перший мобільний телефон у форм-факторі «розкладачка» — Motorola StarTAC.
- 1996 року випущено Nokia Communicator, що містив у собі широкий спектр функцій, серед яких факс та електронна пошта.
- 1997 року випущений мобільний телефон Philips Spark, що міг працювати 350 годин без підзарядки.
- 1997 року перший мобільний телефон з кольоровим екраном Siemens S10
- 1998 року з'явився перший мобільний телефон з сенсорним дисплеєм — Sharp PMC-1 Smart-phone.
- 1999 року випущено мобільний телефон з підтримкою технології WAP — Nokia 7110.
- 1999 року випущено мобільний телефон з можливістю використання двох SIM-карт Benefon Twin+.
- 1999 року перший стільниковий телефон в форм-факторі слайдер Siemens SL10
- 2000 року перший мобільний телефон з підтримкою технології Інтернет-час (Swatch) — Ericsson T20.
- 2000 року перший мобільний телефон, що мав GPS-приймач — Benefon ESC.
- 2000 року японська компанія SHARP спільно з оператором мобільного зв'язку J-Phone випустила перші сотові телефони з вбудованою фотокамерою.
- 2000 року перший мобільний телефон з MP3-плеєром та підтримкою карт пам'яті MultiMediaCard Siemens SL45
- 2001 року NTT DoCoMo запускає мережу зв'язку 3G.
- 2002 року був випущений перший мобільний телефон в форм-факторі ротатор — Motorola V70.
- 2002 року компанія Ericsson випустила перший мобільний телефон з підтримкою технології Bluetooth.
- 2002 року випущений перший мобільний телефон з підтримкою EDGE — Nokia 6200 (Nokia 6220).
- 2002 року випущений перший мобільний телефон з вбудованою камерою — Samsung V200.
- 2006 року Укртелеком отримує ліцензію на 3G зв'язок.
- 2009 року продаж перших смартфонів на платформі Android в Україні розпочався 15 січня.
- 2015—2016 в Україні з'являється 3G від Київстар, Vodafone, lifecell та ін.[8]
- 2018 року в Україні з'являється 4G від lifecell та Vodafone[9][10].